# Masia Ben Viure
La masia Ben Viure o Cal Benviure és un casal de pedra fruit de diverses edificacions en diferents èpoques al terme municipal de Veciana (Anoia) protegit com a bé cultural d'interès local. La casa actual consta de tres parts: una torre de planta quadrada d'origen moro, una torre de planta rodona d'origen cristià i un edifici construït entre les dues torres. A més hi trobem diversos edificis annexos de caràcter auxiliar, i una petita capella moderna (vegeu fitxa de la capella de la Mare de Déu de Montserrat).
La quadra de Biure fou venuda al matrimoni Bernat i Guasca de la família dels Balsareny l'any 1040. El lloc de Biure, del llatí benevivere és esmentat com una quadra autònoma fins al segle xviii. Baronia parroquial de Sant Pere de Montfalcó. Des del 1978 la masia i el seu entorn s'han convertit en una estació agro-metereològica. A pocs metres de la masia restes d'una antiga vil·la romana.